# Remo Germani
Pour les articles homonymes, voir Germani et Speroni.
Remo Speroni, dit Remo Germani, né le 31 mai 1938 à Milan et mort le 18 octobre 2010 à Vigevano, est un chanteur et acteur italien.
Il connaît un succès notable durant les années 1960.

## Biographie
Remo Speroni est né le 31 mai 1938 à Milan, dans la Lombardie.
En 1957, alors qu'il travaillait comme caissier de banque, Germani commença à se produire en tant que chanteur pendant son temps libre,. Signé par la maison de disques Jolly en 1962, il connut son premier succès avec la chanson Baci. En 1963, il se classa troisième au hit-parade italien avec le morceau Non andare col tamburo,.
Entre 1964 et 1967, il participa à quatre éditions du Festival de Sanremo et apparut dans quelques films musicaux, comme I ragazzi dell'Hully Gully et Questo pazzo, pazzo mondo della canzone,. En 1978, il déménagea à Vigevano, où il fonda Radio City Ducale. À partir des années 1980, il fut actif en tant que leader d'un orchestre de danse. Dans ses dernières années, il fut atteint d'un diabète et en mourut le 18 octobre 2010.

## Discographie

### Albums
- 1963 : Baci
- 1965 : Remo Germani
- 1990 : Germani 90

## Filmographie
- 1964 : I ragazzi dell'Hully Gully de Marcello Giannini
- 1965 :Come inguaiammo l'esercito de Lucio Fulci
- 1965 : Questo pazzo, pazzo mondo della canzone de Bruno Corbucci et Giovanni Grimaldi (1965)
- 1967 :Totò Ye Ye de Daniele D'Anza